# گابریل کرک مک‌دونالد
گابریل کرک مک‌دونالد (انگلیسی: Gabrielle Kirk McDonald؛ زادهٔ ۱۲ آوریل ۱۹۴۲) یک وکیل و حقوق‌دان اهل ایالات متحده آمریکا است که از سال ۲۰۰۱ تا ۲۰۱۳ داور مدنی دیوان داوری دعاوی ایران و آمریکا در لاهه بود.
وی همچنین از قاضیان دادگاه بین‌المللی کیفری یوگسلاوی سابق (ICTY) و از سال ۱۹۹۷ تا ۱۹۹۹ رئیس این دادگاه بود.